# Ján Geleta
Ján Geleta (Simony, 1943. szeptember 13. –) olimpiai ezüstérmes csehszlovák válogatott szlovák labdarúgó, középpályás.

## Pályafutása

### Klubcsapatban
1958-ban az Iskra Partizánske korosztályos csapatában kezdte a labdarúgást. 1963 és 1976 között a Dukla Praha labdarúgója volt, ahol két csehszlovák bajnoki címet és három kupagyőzelmet ért el az együttessel. 1967-ben az év labdarúgójának választották Csehszlovákiában. 1977 és 1979 között a Motorlet Praha játékosként fejezte be az aktív labdarúgást.

### A válogatottban
1963–64-ben hét alkalommal szerepelt a csehszlovák olimpiai válogatottban és egy gólt szerzett. Tagja volt az 1964-es tokiói olimpiai játékokon ezüstérmes csapatnak. 1964 és 1970 19 alkalommal szerepelt a csehszlovák válogatottban és két gólt szerzett.

## Sikerei, díjai
- Az év csehszlovák labdarúgója (1967)

 Csehszlovákia
- Olimpiai játékok
  - ezüstérmes: 1964, Tokió

 Dukla Praha
- Csehszlovák bajnokság
  - bajnok (2): 1963–64, 1965–66
- Csehszlovák kupa
  - győztes (3): 1965, 1966, 1969